# Карповский мост
Ка́рповский мост — автодорожный железобетонный рамный мост через Карповку в Петроградском районе Санкт-Петербурга, соединяет Петроградский и Аптекарский острова.

## Расположение
Соединяет Иоанновский переулок и улицу Всеволода Вишневского. Рядом с мостом расположен Иоанновский монастырь.
Выше по течению находится Геслеровский мост, ниже — Барочный мост.
Ближайшая станция метрополитена — «Петроградская».

## Название
Название известно с 1950-х годов и произошло от наименования реки.

## История
В 1950 году в связи с переносом трамвайного движения с Кировского проспекта на Вяземский переулок по проекту инженера института «Ленгипроинжпроект» В. В. Блажевича был построен трехпролётный металлический балочный мост с деревянным покрытием. Опоры были выполнены из металлических труб на свайном основании. Длина моста составляла 32,4 м, ширина – 17,2 м. По своему техническому решению мост являлся временным.
В 1986—1989 годах по проекту инженера института «Ленгипроинжпроект» Б. Н. Брудно возведён существующий однопролётный железобетонный рамный мост. Строительство выполнило СУ-4 треста «Ленмостострой» под руководством главного инженера Ю. П. Бекова и производителя работ В. В. Малого.

## Конструкция
Мост однопролётный рамный железобетонный, по статической схеме — трёхшарнирная рама. В поперечном сечении состоит из балок заводского изготовления с криволинейным очертанием нижнего пояса. По верху балки объединены железобетонной плитой проезжей части. В середине пролёта балки смыкаются посредством несовершенного шарнира. Устои массивные железобетонные, на свайном ростверке, облицованы гранитом. Длина моста составляет 19,0 (23,8) м, ширина — 21,5 м.
Мост предназначен для движения автотранспорта, трамваев и пешеходов. Проезжая часть моста включает в себя 2 полосы для движения автотранспорта и 2 трамвайных пути. Покрытие проезжей части и тротуаров — асфальтобетон. Тротуары отделены от проезжей части высоким гранитным парапетом. Перильное ограждение металлическое сварное простого рисунка, завершается на устоях гранитным парапетом. С фасадов пролётные строения закрыты металлическим листом. На левом берегу с низовой стороны моста устроен гранитный лестничный спуск к воде.